# 都市衰退

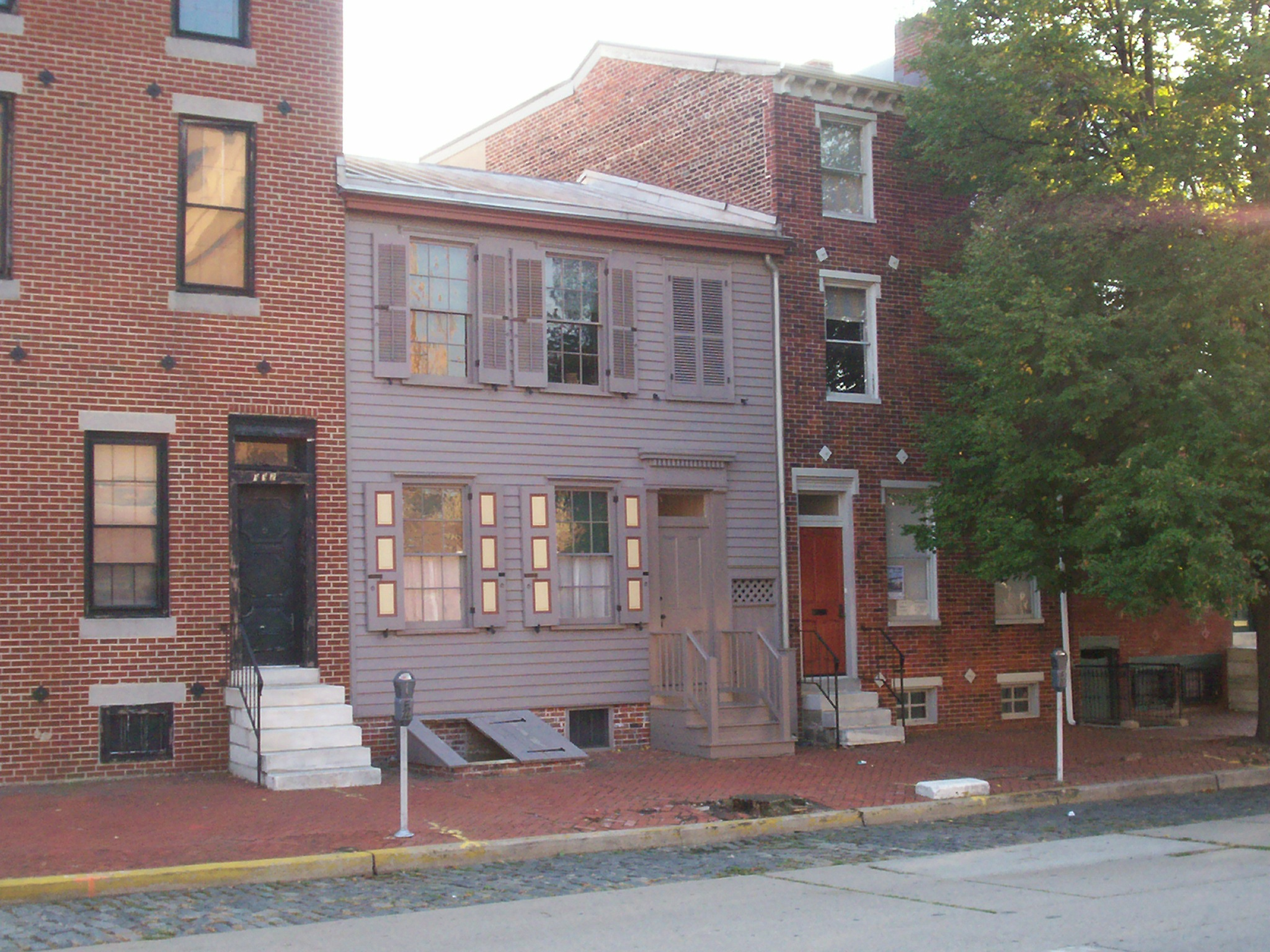
肯顿市的衰退街道，該市評比為美國最糟城市

城市衰退（英語：urban decay）是一個城市、或城市的一部分，逐漸變得失修、荒廢的過程。通常伴隨這個過程產生的現象包括去工業化、去城市化、人口流失、財產放棄、高失業率與犯罪率、家庭分離等。整個城市也因為缺乏建設的關係，呈現出殘破寂寥之景。
造成城市衰退的原因有很多，這些原因彼此也相互影響。例如現代社會，新的都市計畫或交通建設，使原本位於交通中途點的城市失去功能；或工業社會裡，原本具優勢的產業逐漸蕭條，而當地社會又未發展出其他足以支撐原經濟規模的新產業；也可能是戰爭或種族糾紛造成人口遷移。

## 另見
- 都市更新
- 逆城市化
- 收縮都市
- 鬼鎮